# 木柄杜根藤
木柄杜根藤
学名：Justicia xylopoda W. W. Sm.
异名：Calophanoides xylopoda
为爵床科杜根藤属的植物，是中国的特有植物。分布地为中国大陆的四川省（木里）、云南省（丽江）。生于山坡灌草丛，海拔2300-2400米。多生在山坡灌丛中，目前尚未由人工引种栽培。
形态特征：
| 生活型： | 小灌木； |
| 株：     | 高10-13厘米，茎极短，多分枝，分枝直立或披散外倾，被白色短柔毛，常向下圆柱形，节间具沟； |
| 叶：     | 叶纸质，卵形至狭卵形，长1-2.4厘米，宽0.7-1.2厘米，先端稍钝，基部楔形，下延，上面无毛，背面脉上被疏小柔毛，侧脉3对，叶柄长1-2毫米，被白色短柔毛； |
| 花：     | 花通常3朵在叶腋簇生，花具短梗；苞片卵形，约长1厘米，毛被与叶同；小苞片近线形，约长1.5毫米；花萼绿色，长约6毫米，几裂至底部，裂片5，几等长，线状披针形，先端渐尖，边缘白色，膜质；花冠黄色具紫斑点，约长10毫米，外面被白色柔毛，花冠管筒状，冠檐2唇形，上唇三角形，2浅裂，下唇较阔，浅3裂，中裂片较大，雄蕊2，着生花冠管上部，着生处具柔毛，花药2室，一上一下，下方药室具白色的距；子房卵形，无毛； |
| 果：     | 果未见； |

生态习性：
| 产地：   | 云南（丽江）、四川（木里）； |
| 特有性： | 特产；                       |
| 生境：   | 山坡灌草丛；                 |
| 海拔：   | 2300-2400m；                 |